# ココだけスポーツ&ニュース
『ココだけスポーツ&ニュース』は、RCCラジオ（中国放送）で2013年9月30日から2017年3月29日まで放送されていたスポーツを中心としたラジオのワイド番組。

## 概要
広島カープとサンフレッチェを中心に、その日に入ってきた最新のニュースや話題を「ここだけ情報」で伝えるもの。
開始当初はプロ野球シーズンオフ限定の放送であったが、2015年度より通年放送となっている。また、2016年度は放送時間が19時以降にまで拡大され、これまで毎日ネット受けしていたニッポン放送制作の『今夜もオトパラ!』は金曜のみとなる。
2016年シーズンオフ期（2017年3月29日）をもってこの番組が終わり、その役割は『それ聴け!Veryカープ!』『それ聴け!スポ魂!』に引き継がれる。

## 放送時間

### ナイターイン
- 2015年・2016年度　毎週月曜 17:47-19:00

### ナイターオフ
- 2013年度　月曜-金曜 17:47-19:00
- 2014年・2015年度　月曜-木曜 17:47-19:00
- 2016年度
月曜 17:47-19:30
火曜-木曜 17:47-19:45
18:45 - 19:00は『ココロのオンガク 〜music for you〜』（文化放送制作）同時ネットの為中断。

## 出演者
※いずれもRCCアナウンサー

### 2013年度ナイターオフ
- 坂上俊次（月-木）
- 石田充（金）
- 久保田夏菜（月・金）

### 2014年度ナイターオフ
- 坂上俊次（月・火・水）
- 久保田夏菜（月）
- 石田充（木）

### 2015年度ナイターイン
- 坂上俊次
- 久保田夏菜

### 2015年度ナイターオフ
- 坂上俊次（月・火）
- 石田充（水・水）

### 2016年度ナイターイン
- 坂上俊次

### 2016年度ナイターオフ
- 坂上俊次（月・火）[2]
- 石田充（水・木）[2]
- リポーター：伊東平（水曜）[2]

## 番組内コーナー（2016年度ナイターオフ）
月曜日
- カープの殿堂[1]

火曜日
- 広島で活躍している選手やその選手を支える人々が登場するコーナー[1]
- 広島県内の経済・カルチャー情報コーナー[1]

水曜日
- ココスポ・サッカー王国[1]
- おれたち馬人間![1]
- 広島県内の飲食店を紹介するリポートコーナー[1]

木曜日
- 輝け!未来のメダリスト[1]
- ゴルフのたしなみ[1]